# Fusigonalia pachaca
Fusigonalia pachaca är en insektsart som beskrevs av Young 1977. Fusigonalia pachaca ingår i släktet Fusigonalia och familjen dvärgstritar. Inga underarter finns listade i Catalogue of Life.